# Стефан Гайтанджиев
Стефан Гайтанджиев е български политик, журналист и народен представител в XXXVII народно събрание и VII велико народно събрание.

## Произход и образование
Роден е на 9 януари 1947 година в Плевен. Завършва философия　в Софийския университет „Климент Охридски“. Доктор на философските науки, научен сътрудник I-ва степен в Института за държавата и правото на БАН.
Работи е в Лабораторията за правно-социологически изследвания, както и в Института по философия към Българската академия на науките.

## Политическа дейност
Стефан Гайтанджиев има леви демократически политически убеждения. Той активно участва в инициативните комитети на събрания, шествия, митинги от 1989 – 1990 година, както и в уличните противопоставяния преди Ноемврийски пленум на ЦК на БКП (1989). Член е на Независимо сдружение „Екогласност“ от 1989 г.
През 1990 г. става основател и секретар на Политически клуб „Екогласност“, природозащитна партия, представяща се за пряк наследник на Обществения комитет за екологична защита на Русе, основан през март 1988 г. Член е на Националния координационен съвет на СДС през 1990 – 91 г. и депутат в VII велико народно събрание.
През 1995 г. Гайтанджиев става председател на Политически клуб „Екогласност“ и участва в XXXVII народно събрание като заместник-председател на парламентарната група на Демократичната левица. Той е известен с левичарските си убеждения и критиките си към Българската комунистическа партия (БКП), по-късно Българската социалистическа партия (БСП), от лява позиция. Член е на комисията по опазване на околната среда и водите и комисията по регионална политика, благоустройство и местно самоуправление.
Стефан Гайтанджиев умира на 28 април 2015 година.